# 김봉욱
김봉욱(1928년 8월 15일~2010년 12월 2일)은 대한민국의 정치인이다. 제12·13대 국회의원을 지냈다.

## 역대 선거 결과
|  | 10.28% |

|  | 16.13% |

|  | 29.77% |

|  | 54.88% |

|  | 1.8% |

|  | 7.86% |